# 潘傑
潘傑（1428年—？），字士英，應天府上元縣人，匠籍，明朝政治人物。進士出身。

## 生平
景泰四年（1453年）癸酉科應天府鄉試第八名。景泰五年（1454年）甲戌科會試第一百八十四名，殿試登進士第三甲第二名。

## 家族
曾祖潘元卿，曾任元教諭。祖父潘綱。父亲潘寧。